# Sybra unicolor
Sybra unicolor là một loài bọ cánh cứng trong họ Cerambycidae.